# Baile Bhavai

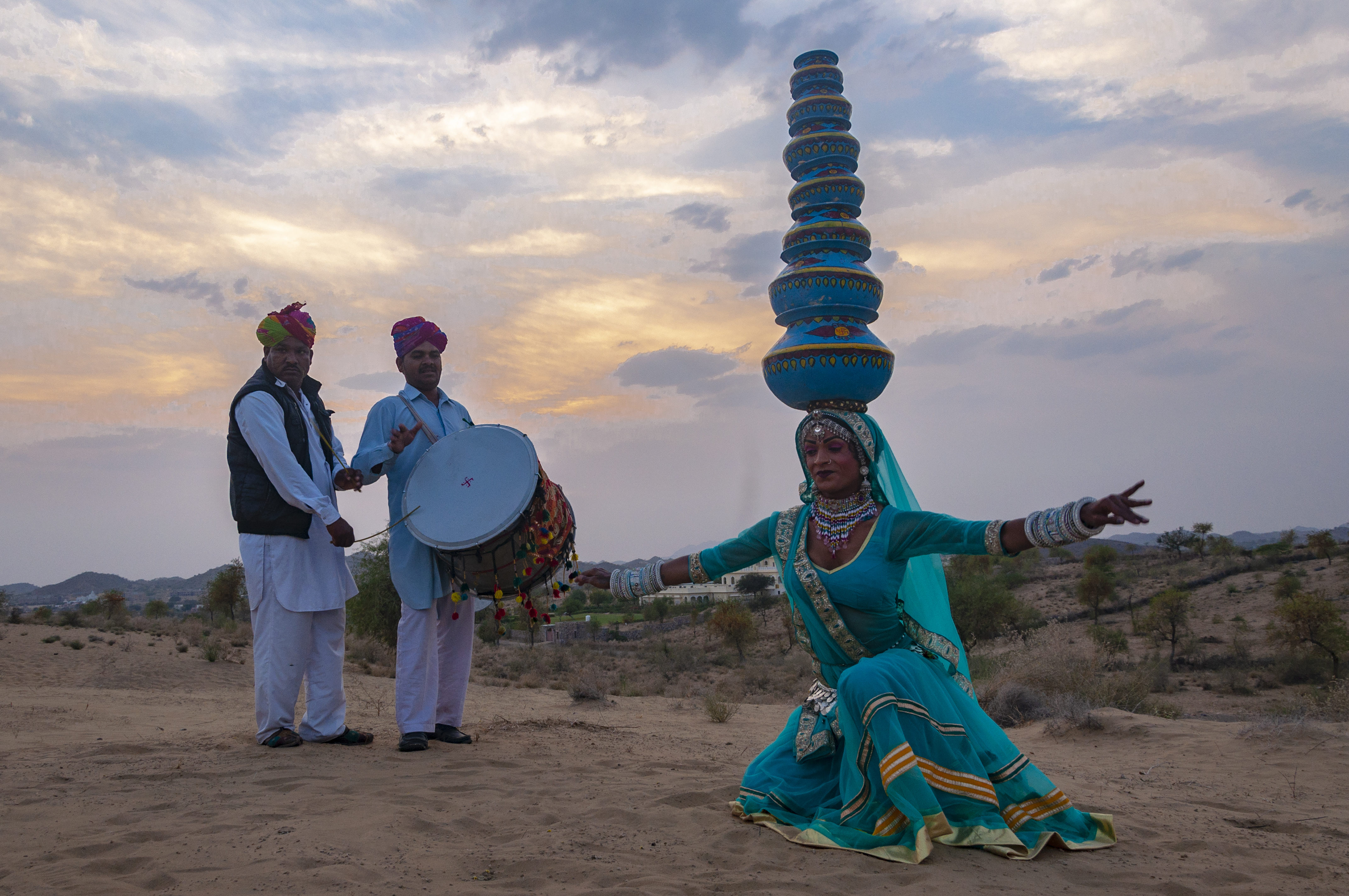
Baile Bhavai

Bhavai es un género de danza folclórica popular en el estado de Rajasthan, en el norte de India. Los artistas equilibran unas vasijas de barro o metal sobre sus cabezas mientras bailan ágilmente, haciendo piruetas y luego balanceándose con las plantas de los pies posadas sobre la parte superior de una botella de vidrio, en el filo de la espada, en el borde de una placa de metal y sobre cristales rotos durante la actuación.
El acompañamiento de la danza lo proporcionan los artistas masculinos que cantan canciones melodiosas y tocan varios instrumentos musicales, que incluyen pakhawaj, dholak, jhanjhar, sarangi y armonio.